# Орален стадий
Оралният стадий в психоанализата е термин, използван от Зигмунд Фройд за описване на неговата теория за детското развитие по време на първата година и половина от живота. Тогава детското удоволствие се центрира в устата. Това е първият от психосексуалните стадии на Фройд.
В теорията на Фройд това е първото взаимоотношение на детето с майката; то е свързано с храна. Продължителността на оралния стадий зависи от обществото; понякога общо за детето е да бъде кърмено няколко години от майката, а в други случаи много по-кратко. Този стадий заема специално внимание в някои племенни общества, където стомаха се приема за мястото на емоциите. Обществата, които гледат на този стадий като лечебен най-общо се намират в Южния Тих океан и Африка, обяснено от Хилъри Джейкъбсън в нейната книга „Храната на майката за сукане“.

## Орална фиксация
Оралната фиксация е фиксация в оралния стадий на развитието, проявяваща се в натрапливост на стимулирането на устата, за първи път описано от Зигмунд Фройд, но ако детето е отбито прекалено рано или прекалено късно може да се провали разрешаването на конфликтите на този стадий и да се развие маладаптивна орална фиксация. В по-късния живот тези хора могат постоянно да са „гладни“ за дейности, включващи устата.
Ако детето е недохранвано (пренебрегвано) или е прехранвано (свръх обгрижване), то може да стане орално фиксирано като възрастен. Вярва се, че фиксацията в оралния стадий може да има един или два ефекта. Ако детето е недохранвано или пренебрегвано, то може да стане орално зависимо и обсебено от постигането на орална стимулация, от която е било лишено, научавайки се да манипулира другите, за да реализира нуждите си, отколкото да се стреми към независимост. Прекаленото задоволяване на детето може да отказва да порастне и да се опитва да се върне назад към този стадий на зависимост чрез плачене, безпомощност, изискваща удоволствие.
В изследвания на различни хора, които са разпитвани за времето на отбиването си (от кърмене) се забелязва тенденция към песимизъм за тези, които са отбити преди петия месец и чувство на оптимизъм за тези, които са отбити след петия месец.

## Критика
След като Фройд представя тази теория през 1905 няма доказателства в подкрепа твърденията, че интензивното кърмене може да доведе до фиксация в оралния стадий или по-нататък да допринася към личността или да създава проблеми свързани с пристрастяване.
Вместо това, Джак Нюмън, педиатър специализирал в кърменето, казва че ако детето се храни докато той или тя се отбие (обикновено от втората до четвъртата година), тя или той е основно по-независима, и, може би, по-важното, по-сигурна или сигурен за своята независимост.
Поне едно изследване тества хипотезата, че периода на кърмене има връзка с навика за пушене. Това изследване се опитва да потвърди идеята за орална фиксация, но не успешно..